# Paraschistura kessleri
Paraschistura kessleri är en fiskart som först beskrevs av Günther, 1889.  Paraschistura kessleri ingår i släktet Paraschistura och familjen grönlingsfiskar. Inga underarter finns listade i Catalogue of Life.